# Cenizate
Cenizate é um município da Espanha na província de Albacete, comunidade autónoma de Castilla-La Mancha, de área 58,38 km² com população de 1251 habitantes (2007) e densidade populacional de 18,65 hab/km².

## Demografia
| Variação demográfica do município entre 1991 e 2004 | Variação demográfica do município entre 1991 e 2004 | Variação demográfica do município entre 1991 e 2004 | Variação demográfica do município entre 1991 e 2004 |
| --------------------------------------------------- | --------------------------------------------------- | --------------------------------------------------- | --------------------------------------------------- |
| 1991                                                | 1996                                                | 2001                                                | 2004                                                |
| 1073                                                | 1091                                                | 1117                                                | 1174                                                |